# 帕尔纳
帕尔纳（Phalna），是印度拉贾斯坦邦Pali县的一个城镇。总人口21011（2001年）。

## 人口
该地2001年总人口21011人，其中男性10945人，女性10066人；0—6岁人口3490人，其中男1829人，女1661人；识字率59.21%，其中男性为71.00%，女性为46.38%。